# Drew (Missisipi)
Drew – miasto w Stanach Zjednoczonych, w stanie Missisipi, w hrabstwie Sunflower.